# Si abro los ojos no es real
Si abro los ojos no es real es el título del tercer álbum de estudio de la cantante española Amaia. El álbum se estrenó a través de Universal Music España, el 30 de enero de 2025. Contiene doce temas, cuatro de ellos publicados como sencillos. Es su segundo trabajo discográfico sin ninguna colaboración, aunque cuenta con la producción de artistas como Alizzz y Ralphie Choo. El disco tiene un sonido pop indie.

## Lista de canciones
| SI abro los ojos no es real |                        | |                                      |          |  |
| N.º                         | Título                 | Escritor(es) | Productor(es)                        | Duración |  |
| 1.                          | «Visión»               | Amaia Romero Arbizu, Juan Casado Fisac | Amaia, Ralphie Choo                  | 1:08     |  |
| 2.                          | «Tocotó»               | Alfredo García Segura, Romero, Dalfó, Diana María Franco Martínez, Gregorio García Segura, Irene Garrido, Julián Mario Suárez Gómez, María Moreno Martínez, Pau Aymi Durán | Amaia, Dianka, Pau Aymí, Daniel 2000 | 2:25     |  |
| 3.                          | «Nanai»                | Romero, Garrido, Javier Romero Arbizu, Casado, Manuel Sánchez, Moreno | Amaia, Ralphie Choo                  | 2:29     |  |
| 4.                          | «M.A.P.S.»             | Romero, Dalfó, Garrido, Jimena Amarillo, Martín Moreno Rivera, María Moreno, Tristán Rodríguez                                                                             | Amaia, Daniel 2000, Alizzz           | 2:36     |  |
| 5.                          | «Auxiliar»             | Romero, Gabriel Barriuso, Casado, Lara Fernández Castrelo | Amaia, Ralphie Choo                  | 2:43     |  |
| 6.                          | «Magia en Benidorm»    | Romero, Cristian Quirante, Garrido, Moreno | Amaia, Alizzz                        | 3:24     |  |
| 7.                          | «Tengo un pensamiento» | Romero, Ana Fernández-Villaverde, Andrés de las Heras Pardo, Casado, Moreno                                                                                                | Amaia, DRUMMIE, Ralphie Choo         | 2:45     |  |
| 8.                          | «C'est la vie»         | Romero, de las Heras, Garrido, Moreno, Teo Planell | Amaia, DRUMMIE                       | 2:17     |  |
| 9.                          | «Giratutto»            | Romero, Andrés Saavedra, de las Heras, Dalfó, Essa Gante, Barriuso, Joel Iglesias                                                                                          | Amaia, DRUMMIE                       | 2:22     |  |
| 10.                         | «Despedida»            | Romero, Fernández-Villaverde, David Rodríguez, Garrido, Casado, Sánchez, Moreno, Planell                                                                                   | Amaia, Ralphie Choo                  | 2:43     |  |
| 11.                         | «Fantasma»             | Romero, Dalfó, Garrido, Casado, Moreno, Planell | Amaia, Ralphie Choo                  | 2:19     |  |
| 12.                         | «Ya está»              | Romero, de las Heras, Garrido, Moreno | Amaia, DRUMMIE                       | 2:30     |  |
| 30:04                       |                        | |                                      |          |  |

## Posicionamiento en listas
| Listas (2025)       | Mejor posición |
| ------------------- | -------------- |
| España (PROMUSICAE) | 3              |